# هابرتون (آرکانزاس)
هابرتون (به انگلیسی: Habberton) یک منطقهٔ مسکونی در ایالات متحده آمریکا است که در شهرستان واشینگتن، آرکانزاس واقع شده‌است. هابرتون ۳۹۱ متر بالاتر از سطح دریا واقع شده‌است.